# Сейшельське інформаційне агентство
Сейшельське інформаційне агентство (англ. Seychelles News Agency, SNA) — державне інформаційне агентство Сейшельських Островів. Штаб-квартира агентства знаходиться у Вікторії і регулюється Сейшельською комісією з питань засобів масової інформації.

## Історія
Запущене 22 квітня 2014 року під час відкриття дворічної конференції почесних консулів Сейшельських островів, що проходить раз на два роки в готелі Kempinski Resort в Бей-Лазар, SNA є першою інформаційною службою Сейшельських островів, що працює в режимі онлайн. Вона надає щоденні новини англійською та французькою мовами. Більшість текстів і фотографій SNA можна вільно публікувати або поширювати за умови, що агентство та автор будуть вказані.